# The Autumn Stone
The Autumn Stone är ett musikalbum av Small Faces som lanserades i november 1969 på Immediate Records. Albumet som ursprungligen gavs ut som dubbel-LP är ett samlingsalbum med låtar från gruppens tidigare singlar 1965 fram till 1968. Vissa av låtarna är inspelningar från en livekonsert. Sex stycken av albumets låtar hade inte tidigare funnits tillgängliga för skivköparna. Dessa låtar hade spelats in till gruppens fjärde studioalbum, som dock aldrig kom att fördigställas innan gruppen upplöstes. Då detta skedde bestämde sig producenten Andrew Loog Oldham för att sammanställa detta album. Albumet utgavs mer enn sex månader efter att Small Faces upplöst och tre månader efter att Steve Marriotts nya band, Humble Pie, lanserat sitt debutalbum.
I Tyskland gavs albumet ut under titeln In Memorian. Denna utgåva bestod endast av liveinspelningarna och de tidigare outgivna låtarna och gavs ut som enkel LP.

## Låtlista
LP 1, sida 1
1. "Here Come the Nice" – 2:57
2. "The Autumn Stone" – 4:00
3. "Collibosher" – 3:12
4. "All or Nothing" (live) – 3:41
5. "Red Balloon" (Timothy Hardin) – 4:12
6. "Lazy Sunday" – 3:07

LP, sida 2
1. "Call It Something Nice" – 2:05
2. "I Can't Make It" – 3:06
3. "Afterglow (Of Your Love)" (outgiven version) – 3:24
4. "Sha-La-La-La-Lee" (Kenny Lynch/Mort Shuman) – 2:56
5. "The Universal" – 2:42

LP 2, sida 1
1. "Rollin' Over" (live) – 2:31
2. "If I Were a Carpenter" (live) (Timothy Hardin) – 2:32
3. "Every Little Bit Hurts" (live) (Edward Cobb) – 6:20
4. "My Mind's Eye" – 2:04
5. "Tin Soldier" (live) – 3:21
6. "Just Passing" – 1:13

LP 2, sida 2
1. "Itchycoo Park" – 2:50
2. "Hey Girl" – 2:18
3. "Wide Eyed Girl on the Wall" – 2:47
4. "Whatcha Gonna Do About It" (Brian Potter/Ian Samwell) – 1:57
5. "Wham Bam Thank You Mam" – 3:18

- Låtar utan upphovsman skrivna av Ronnie Lane och Steve Marriott.